# Kulturstiftung Ruhr
Die Kulturstiftung Ruhr wurde von Berthold Beitz, den Ehren-Aufsichtsratsvorsitzenden der ThyssenKrupp AG und Vorsitzenden der Alfried Krupp von Bohlen und Halbach-Stiftung gegründet. Die Genehmigung und Gründung erfolgte 1984. Zweck der Stiftung ist es, "dem kulturellen Leben im Ruhrgebiet neue Impulse zu geben und ihm Maßstäbe und Ziele zu setzen". Ihr Sitz ist die Villa Hügel in Essen, in der eine Reihe von Ausstellungen organisiert wurden. Die Ausstellungen werden in einer Schriftenreihe porträtiert.
Die Stiftung unterstützte finanziell das „Fotografische Dokumentationsarchiv zur Geschichte der Industrialisierung an der Ruhr“ im Ruhrlandmuseum mit seinen rund 480.000 Fotos, Diapositiven und Negativen.

## Ausstellungen
- 1986 Barock in Dresden
- 1988 Prag um 1600
- 1990 St. Petersburg um 1800
- 1992 London 1800–1840
- 1994 Paris – Belle Epoque
- 1995 Das alte China
- 1997 Brueghel – Breughel
- 1999 Korea – Die alten Königreiche
- 2002 Sinn und Sinnlichkeit. Das Flämische Stillleben 1550–1680
- 2003 Stadt – Land – Fluss. Die Flämische Landschaft 1520–1700
- 2006 Tibet – Klöster öffnen ihre Schatzkammern